# Сборная Латвии по хоккею с шайбой
Сборная Латвии по хоккею с шайбой (латыш. Latvijas hokeja izlase) — мужская национальная команда, представляющая Латвию на чемпионате мира по хоккею с шайбой. По состоянию на май 2024 года, занимает 10 место в рейтинге ИИХФ. Команда находится под контролем Федерации хоккея Латвии (латыш. Latvijas Hokeja Federācija). Главным тренером сборной сейчас является Харийс Витолиньш.

## История
В 1932 году впервые выступила на чемпионате Европы, на котором заняла предпоследнее 8 место, опередила команду Румынии, выиграв у неё со счетом 3:0. Самых высоких результатов до вхождения в состав СССР латвийская команда достигла на чемпионатах мира 1938 и 1939, заняв 10-е место из 14.

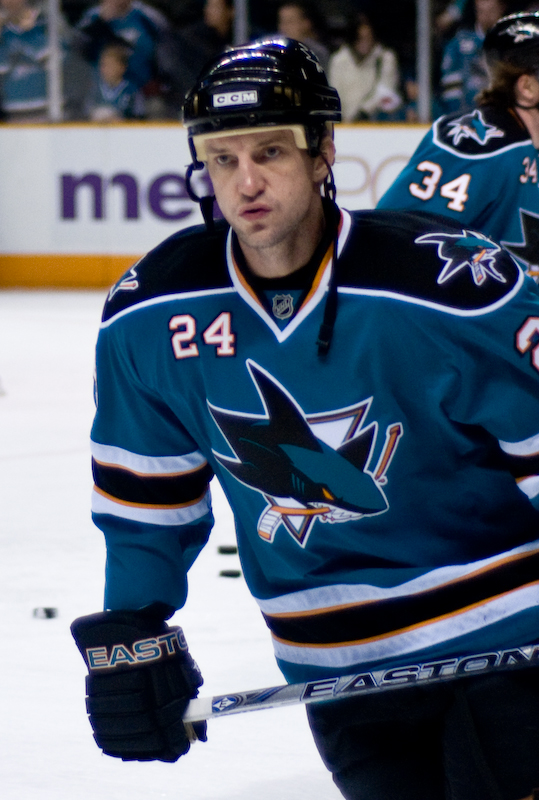
Олимпийские игры 2014 года стали последними для звезды латвийского хоккея Сандиса Озолиньша

На Олимпийских играх 2014 года в Сочи Латвия под руководством канадца Теда Нолана вышла в 1/4 финала, обыграв в квалификации плей-офф сборную Швейцарии (3:1). В четвертьфинале Латвия встретилась со сборной Канады. До 54-й минуты матча счёт был 1:1 (у Латвии отличился Лаурис Дарзиньш), несмотря на подавляющее игровое преимущество канадцев. Отлично играл в воротах Латвии Кристерс Гудлевскис, сделавший за матч 55 сейвов. Однако на 54-й минуте защитник Ши Уэбер всё же забросил вторую шайбу канадцев, которая и стала решающей. Канадцы затем стали олимпийскими чемпионами, не пропустив в полуфинале и финале ни одной шайбы.
В июле 2021 года главным тренером сборной Латвии был назначен Харийс Витолиньш, сменив на этом посту Боба Хартли, работавшего с командой с 2016 года. В августе 2021 года Латвия очень уверенно прошла квалификацию на Олимпийские игры 2022 года, выиграв в Риге три матча у Франции, Италии и Венгрии с общим счётом 17:1. На самих Играх Латвия в предварительном раунде проиграла три матча Швеции (2:3), Финляндии (1:3) и Словакии (2:5). В квалификации плей-офф Латвия в равном матче уступила Дании (2:3) и заняла по итогам турнира 11-е место среди 12 команд. На чемпионате мира 2022 года в Финляндии сборная Латвии не смогла пробиться в плей-офф, заняв 5-е место в своей группе.

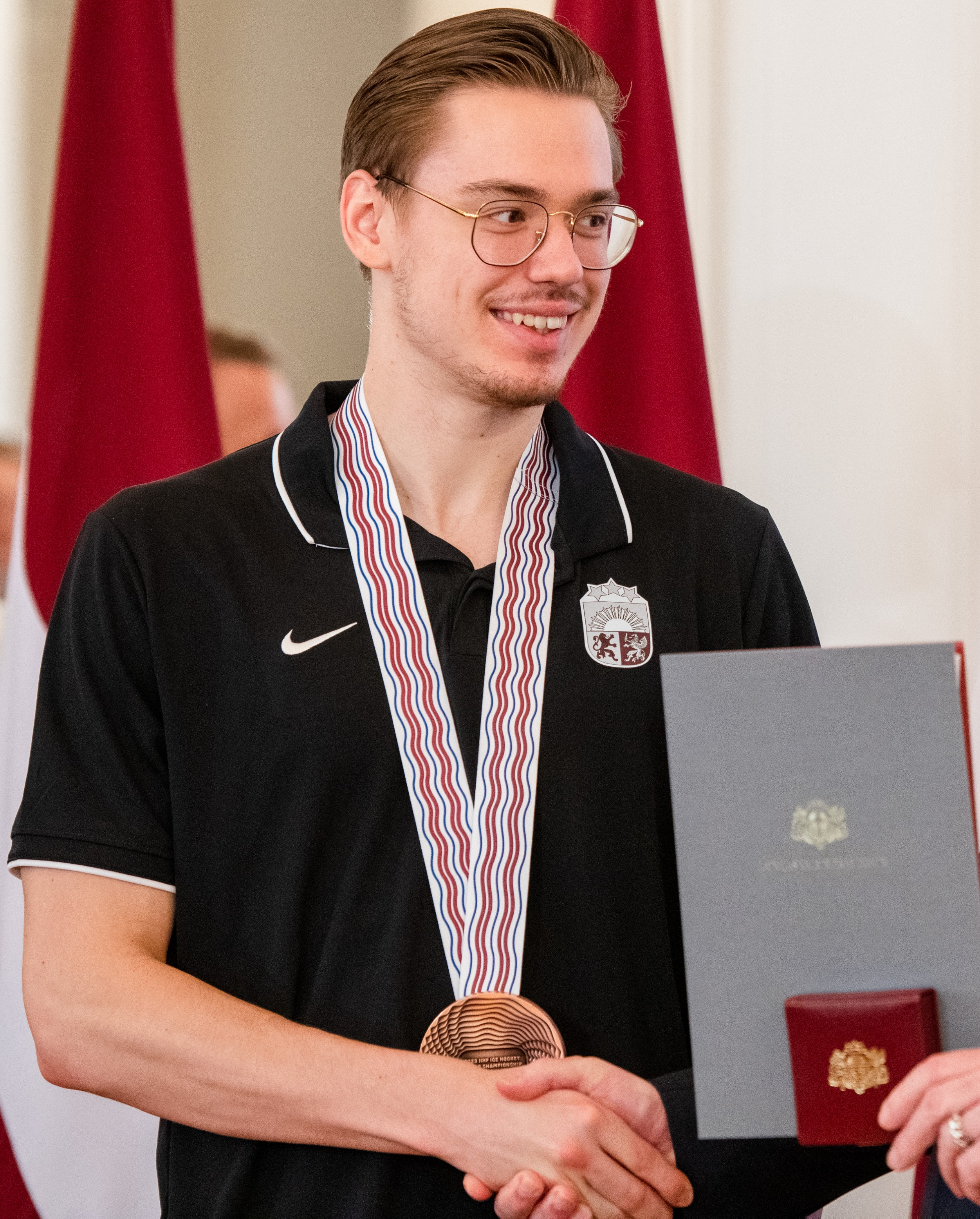
Самый ценный игрок чемпионата мира 2023 года Артур Шилов

Чемпионат мира 2023 года принимали Финляндия и Латвия, после того как Россия была лишена турнира из-за вторжения на Украину. Сборная Латвии все матчи групповой стадии проводила на «Арене Рига». В первом матче команда Харийса Витолиньша была разгромлена Канадой (0:6), а затем уступила Словакии (1:2). Но после этого дела пошли значительно успешнее. Латвия в овертайме обыграла Чехию (4:3), разгромила Казахстан (7:0), а в последнем туре обыграла в овертайме Швейцарию (4:3), до этого выигравшую все матчи. В итоге Латвия вышла из группы с третьего места. В четвертьфинале в Риге сборная Латвии смогла сенсационно обыграть команду Швеции (3:1), молодой вратарь Артур Шилов отразил 40 из 41 броска по воротам. В полуфинале в Тампере Латвия вела 2:1 в матче против Канады после 2 периодов, но пропустила в третьем периоде три шайбы (2:4). 28 мая в матче за третье место Латвия сумела обыграть сборную США. Защитник Кристиан Рубин сравнял счёт за 5,5 минут до конца матча, а затем в овертайме он же забросил победную шайбу (4:3). Латвия впервые в истории стала призёром чемпионата мира, что было с восторгом встречено в стране. Артур Шилов был признан самым ценным игроком турнира и лучшим вратарём.

## Результаты
| Олимпийские игры | Место проведения                          | Результат    |
| ---------------- | ----------------------------------------- | ------------ |
| 1936             | Гармиш-Партенкирхен, Германия             | 15-е место   |
| 2002             | Солт-Лейк-Сити, США                       | 9-е место    |
| 2006             | Турин, Италия                             | 12-е место   |
| 2010             | Ванкувер, Канада                          | 12-е место   |
| 2014             | Сочи, Россия                              | 8-е место    |
| 2022             | Пекин, Китай                              | 11-е место   |
| Чемпионаты мира  |                                           |              |
| 1933             | Чехословакия (Прага)                      | 10 место     |
| 1935             | Швейцария (Давос)                         | 13 место     |
| 1938             | Чехословакия (Прага)                      | 10 место     |
| 1939             | Швейцария (Цюрих, Базель)                 | 10 место     |
| 1993 (группа C)  | Словения (Любляна, Блед)                  | 21 (1) место |
| 1994 (группа B)  | Дания (Копенгаген)                        | 14 (2) место |
| 1995 (группа B)  | Словакия (Братислава)                     | 14 (2) место |
| 1996 (группа B)  | Нидерланды (Эйндховен)                    | 13 (1) место |
| 1997             | Финляндия (Хельсинки, Тампере, Турку)     | 7 место      |
| 1998             | Швейцария (Цюрих, Базель)                 | 9 место      |
| 1999             | Норвегия (Хамар, Осло, Лиллехаммер)       | 11 место     |
| 2000             | Россия (Санкт-Петербург)                  | 8 место      |
| 2001             | Германия (Кёльн , Ганновер, Нюрнберг)     | 13 место     |
| 2002             | Швеция (Карлстад , Гётеборг, Йёнчёпинг)   | 11 место     |
| 2003             | Финляндия (Хельсинки, Тампере, Турку)     | 9 место      |
| 2004             | Чехия (Прага, Острава)                    | 7 место      |
| 2005             | Австрия (Вена, Инсбрук)                   | 9 место      |
| 2006             | Латвия (Рига)                             | 10 место     |
| 2007             | Россия (Москва, Мытищи)                   | 13 место     |
| 2008             | Канада (Квебек, Галифакс)                 | 11 место     |
| 2009             | Швейцария (Берн, Клотен)                  | 7 место      |
| 2010             | Германия (Кёльн, Маннгейм, Гельзенкирхен) | 11 место     |
| 2011             | Словакия (Братислава, Кошице)             | 13 место     |
| 2012             | Финляндия (Хельсинки), Швеция (Стокгольм) | 10 место     |
| 2013             | Швеция (Стокгольм), Финляндия (Хельсинки) | 11 место     |
| 2014             | Беларусь (Минск)                          | 11 место     |
| 2015             | Чехия (Прага, Острава)                    | 13 место     |
| 2016             | Россия (Москва, Санкт-Петербург)          | 13 место     |
| 2017             | Германия (Кёльн), Франция (Париж)         | 10 место     |
| 2018             | Дания (Копенгаген, Хернинг)               | 8 место      |
| 2019             | Словакия (Братислава, Кошице)             | 10 место     |
| 2021             | Латвия (Рига)                             | 11 место     |
| 2022             | Финляндия (Хельсинки, Тампере)            | 10 место     |
| 2023             | Финляндия (Тампере), Латвия (Рига)        | 3            |
| 2024             | Чехия (Прага, Острава)                    | 9 место      |
| 2025             | Швеция (Стокгольм), Дания (Хернинг)       | 10 место     |

## Текущий состав
Состав сборной Латвии на Чемпионате мира 2025:
| Номер | Имя                    | Позиция    | Рост, см | Вес, кг | Дата рождения | Клуб                  |
| ----- | ---------------------- | ---------- | -------- | ------- | ------------- | --------------------- |
| 6     | Маркус Комулс          | Защитник   | 180      | 84      | 04.01.1998    | Труа-Ривьер Лайонс    |
| 11    | Данс Лочмелис          | Нападающий | 181      | 83      | 21.01.2004    | Провиденс Брюинз      |
| 12    | Глебс Прохоренковс     | Нападающий | 187      | 85      | 05.01.2001    | Университет Ниагары   |
| 13    | Рихардс Букартс        | Нападающий | 180      | 84      | 31.12.1995    | Витковице             |
| 16    | Каспарс Даугавиньш (К) | Нападающий | 183      | 99      | 18.05.1988    | Дукла Михаловце       |
| 17    | Мартиньш Дзиеркалс     | Нападающий | 183      | 84      | 04.04.1997    | Шеллефтео             |
| 21    | Рудолфс Балцерс        | Нападающий | 180      | 82      | 08.04.1997    | Цюрих Лайонс          |
| 22    | Томс Андерсонс         | Нападающий | 185      | 86      | 25.11.1993    | Ла-Шо-де-Фон          |
| 27    | Оскарс Цибульскис      | Защитник   | 188      | 96      | 09.04.1988    | Хернинг Блю Фокс      |
| 29    | Ральфс Фрейбергс       | Защитник   | 181      | 84      | 17.05.1991    | Маунтфилд             |
| 34    | Эдуардс Тралмакс       | Нападающий | 191      | 85      | 17.02.1997    | Рытиржи Кладно        |
| 36    | Мартиньш Лавиньш       | Нападающий | 183      | 80      | 10.04.2003    | Нью-Гэмпшир Уайлдкэтс |
| 40    | Марекс Митенс          | Вратарь    | 185      | 84      | 29.01.1998    | Спишска-Нова-Вес      |
| 42    | Микс Тумановс          | Защитник   | 195      | 90      | 07.08.2001    | ЮП                    |
| 43    | Анри Равинскис         | Нападающий | 191      | 91      | 03.03.2003    | ХПК                   |
| 50    | Кристерс Гудлевскис    | Вратарь    | 192      | 97      | 31.07.1992    | Фиштаун Пингвинз      |
| 55    | Робертс Мамчикс        | Защитник   | 196      | 105     | 06.04.1995    | Энергия               |
| 72    | Янис Якс               | Защитник   | 183      | 86      | 22.08.1995    | Энергия               |
| 77    | Кристапс Зиле (А)      | Защитник   | 185      | 86      | 24.12.1997    | Литвинов              |
| 82    | Феликс Гаварс          | Нападающий | 180      | 82      | 15.04.2002    | Сэнт-Лоуренс Сэйнтс   |
| 88    | Густавс Григалс        | Вратарь    | 188      | 89      | 29.07.1998    | Дукла                 |
| 89    | Филипс Бунцис          | Нападающий | 194      | 95      | 04.03.1997    | Оденсе Бульдогс       |
| 94    | Кристианс Рубинс (А)   | Защитник   | 195      | 103     | 11.12.1997    | Шкода                 |
| 95    | Оскарс Батня           | Нападающий | 195      | 106     | 07.07.1995    | Маунтфилд             |
| 97    | Харальдс Эгле          | Нападающий | 180      | 95      | 11.05.1996    | Липтовски-Микулаш     |

| Должность            | Имя               | Гражданство | Дата рождения |
| -------------------- | ----------------- | ----------- | ------------- |
| Главный тренер       | Харийс Витолиньш  | Латвия      | 30.04.1968    |
| Ассистент тренера    | Лаурис Дарзиньш   | Латвия      | 28.01.1985    |
| Ассистент тренера    | Петтери Нуммелин  | Финляндия   | 25.11.1972    |
| Ассистент тренера    | Вилле Пелтонен    | Финляндия   | 24.05.1973    |
| Ассистент тренера    | Артур Ирбе        | Латвия      | 02.02.1967    |
| Ассистент тренера    | Раймондс Вилкойтс | Латвия      | 10.04.1990    |
| Генеральный менеджер | Рудольф Калвитис  | Латвия      | 23.03.1994    |

## Тренеры
- 1992—1994 —  Хелмут Балдерис
- 1994 —  Михаил Бескашнов
- 1995 —  Эвалд Грабовский
- 1996—1999 —  Леонид Береснев
- 1999—2001 —  Харальд Васильев
- 2001—2004 —  Курт Линдстрём
- 2004—2006 —  Леонид Береснев
- 2006 —  Пётр Воробьёв
- 2006—2011 —  Олег Знарок
- 2011—2014 —  Тед Нолан
- 2014—2015 —  Александр Белявский
- 2015—2016 —  Леонид Береснев
- 2016 —  Харальд Васильев
- 2016—2021 —  Боб Хартли
- 2021 — наст.вр. —  Харийс Витолиньш

## Знаменитые игроки
- Хелмут Балдерис
- Артур Ирбе
- Петерис Скудра
- Александр Керч
- Сергей Жолток
- Александр Белявский
- Сандис Озолиньш
- Олег Знарок
- Карлис Скрастиньш
- Александр Ниживий
- Леонид Тамбиев
- Сергей Наумов
- Григорий Пантелеев
- Айгарс Ципрусс
- Харийс Витолиньш
- Харальд Васильев